# Saint-Michel-Chef-Chef
Saint-Michel-Chef-Chef település Franciaországban, Loire-Atlantique megyében. Lakosainak száma 5520 fő (2022. január 1.). Saint-Michel-Chef-Chef La Plaine-sur-Mer, Pornic, Saint-Brevin-les-Pins és Saint-Père-en-Retz községekkel határos.

## Népesség
A település népessége az elmúlt években az alábbi módon változott:
| Lakosok száma | 2242 | 2517 | 2663 | 4103 | 4535 | 4642 | 4993 | 5233 | 5297 | 5520 |
|               | 1968 | 1982 | 1990 | 2006 | 2013 | 2015 | 2017 | 2019 | 2020 | 2022 |